# Bezirksrevisor
Der Bezirksrevisor ist ein Kostenprüfungsbeamter, dessen Aufgabe die besondere Prüfung des durch den Kostenbeamten festgesetzten Kostenansatzes ist.

## Dienstaufgaben
Die dem Bezirksrevisor übertragenen Aufgaben ergeben sich in Deutschland für den Geschäftsbereich der Bundesgerichte aus der Kostenverfügung (KostVfg) des Bundesjustizministeriums (§§ 34 Abs. 2, 35 Nr. 1 KostV), für die Gerichte der Länder (Amts-, Land- und Oberlandesgerichte) aus entsprechenden Bestimmungen der Landesjustizminister.
Gemäß §§ 41 ff. KostV hat der Bezirksrevisor besonders darauf zu achten,
- ob die Kosten rechtzeitig, richtig und vollständig angesetzt sind und ob sie, soweit erforderlich, mit oder ohne Sollstellung angefordert sind;[3][4]
- Gerichtskostenstempler bestimmungsgemäß verwendet sind und ob der Verbleib der Abdrucke von Gerichtskostenstemplern, falls sie sich nicht mehr in den Akten befinden, nachgewiesen ist;
- ob die Auslagen ordnungsgemäß vermerkt sind;
- ob bei Bewilligung von Prozess- oder Verfahrenskostenhilfe,
  - die an beigeordnete Anwälte gezahlten Beträge im zulässigen Umfang von dem Zahlungspflichtigen angefordert,[5]
  - etwaige Ausgleichsansprüche gegen Streitgenossen geltend gemacht und
  - die Akten dem Rechtspfleger in den Fällen des § 120 Abs. 3, des § 120a Abs. 1 sowie des § 124 Abs. 1 Nr. 2 bis 5 ZPO zur Entscheidung vorgelegt worden sind und ob Anlass besteht, von dem Beschwerderecht gemäß § 127 Abs. 3 ZPO Gebrauch zu machen.

Durch landesrechtliche Regelung können den Bezirksrevisoren weitere Dienstaufgaben übertragen werden, wie die Überwachung der Tätigkeit der Gerichtsvollzieher oder die Prüfung der Verwahrgeschäfte der Notare.

## Ernennung
Bezirksrevisoren werden im Bund und von den Ländern aus dem Kreis der am Gericht tätigen Rechtspfleger ernannt. Personen, die in der DDR als Gerichtssekretäre bzw. sog. Bereichsrechtspfleger tätig waren, müssen durch eine entsprechende Ausbildung die „Stellung eines Rechtspflegers“ erworben haben (§ 34a RPflG).